# Улі Гімер
Ульріх Гімер (нім. Ulrich Hiemer, нар. 21 вересня 1962, Фюссен) — німецький хокеїст, що грав на позиції захисника. Грав за збірну команду Німеччини. Тричі брав участь у зимових Олімпійських іграх у 1984, 1992 та 1994 роках.

## Ігрова кар'єра
Професійну хокейну кар'єру розпочав 1979 року.
1981 року був обраний на драфті НХЛ під 48-м загальним номером командою «Колорадо Рокіз».
Протягом професійної клубної ігрової кар'єри, що тривала 18 років, захищав кольори команд «Фюссен», «Кельнер Гайє», «Нью-Джерсі Девілс» та «Дюссельдорф ЕГ».
Загалом провів 143 матчі в НХЛ.
Виступав за збірну Німеччини.